# A Mind of Its Own
Singles de Victoria Beckham
Not Such an Innocent Girl
(17 Septembre 2001)
A Mind of Its Own est une chanson de la chanteuse britannique Victoria Beckham, sortie le 11 février 2002. La chanson est le second single extrait du premier album du même nom de Victoria Beckham.
La chanson est un succès en s’érigeant à la sixième place au UK Single Chart.

## Accueil
La chanson reçoit des critiques positives et est un succès en s’érigeant à la 6eme place au UK Single Chart,,.

## Vidéoclip
Le vidéoclip dévoile Victoria en train de gambader dans une forêt, tout en chantant dans un manoir, avec une multitude de feuilles.

## Pistes et formats
- Royaume-Uni CD

1. A Mind of Its Own – 3:48
2. Always Be My Baby – 3:31
3. Feels So Good – 3:47

- Royaume-Uni DVD

1. A Mind of Its Own – 3:48
2. Always Be My Baby – 3:31
3. Feels So Good – 3:47
4. Victoria 'Behind the Scenes' at the Video Shoot #1 – 0:30
5. Victoria 'Behind the Scenes' at the Video Shoot #2 – 0:30
6. Victoria 'Behind the Scenes' at the Video Shoot #3 – 0:30
7. Victoria 'Behind the Scenes' at the Video Shoot #4 – 0:30

- Australie CD

1. Not Such an Innocent Girl – 3:19
2. In Your Dreams – 3:52
3. Not Such an Innocent Girl (Sunship Mix featuring M.C. RB) – 5:17
4. Not Such an Innocent Girl (Robbie Rivera Main Mix) – 6:59
5. Not Such an Innocent Girl (Robbie Rivera's 3AM Dark Mix) – 8:08

## Classements
| Chart (2002)                   | Peak position |
| ------------------------------ | ------------- |
| Turquie                        | 1             |
| Écosse (OCC)                   | 7             |
| Royaume-Uni (UK Singles Chart) | 6             |